# Superpuchar Słowacji w piłce nożnej
Superpuchar Słowacji w piłce nożnej (słow. Slovenský futbalový superpohár) – trofeum przyznawane zwycięskiej drużynie meczu rozgrywanego pomiędzy aktualnym Mistrzem Słowacji oraz zdobywcą Pucharu Słowacji w danym sezonie (jeżeli ta sama drużyna wywalczyła zarówno mistrzostwo, jak i Puchar kraju - spotkanie to nie jest rozgrywane (wyjątkiem jest edycja 1994, gdy zmierzyli się: mistrz i zdobywca pucharu – Slovan Bratysława i finalista pucharu – Tatran Preszów). Rozgrywki odbywały się w latach 1994–2016.

## Historia
4 września 1993 roku odbył się nieoficjalny pierwszy mecz, zwany Superpucharem, pomiędzy Slovanem Bratysławą a reprezentacją Słowacji składającą się z piłkarzy słowackiej ekstraklasy.
Pierwszy oficjalny pojedynek o Superpuchar Słowacji rozegrano latem 1994 roku. W tym meczu Slovan pokonał 2:0 Tatran Preszów.
Spotkanie odbywało się zwykle na tydzień przed inauguracją rozgrywek ligowych. Dotychczas (w latach 1994–2014) rozegrano trzynaście spotkań o Superpuchar Słowacji. Słowacki Superpuchar został przerwany w 2016, a od 2017 zastąpiony jako Superpuchar Czechosłowacji.

## Format
Mecz o Superpuchar Słowacji rozgrywany jest przed rozpoczęciem każdego sezonu. W przypadku remisu po upływie regulaminowego czasu gry przeprowadza się dogrywka. Jeżeli i ona nie wyłoni zwycięzcę, to od razu zarządzana jest seria rzutów karnych.

## Zwycięzcy i finaliści
| Sezon                                                       | K | K | T | Zwycięzca          | Wynik            | Finalista              | Data, miejsce                                    | Uwagi                                            |
| Superpuchar Słowacji (słow. Slovenský futbalový superpohár) |   |   |   |                    |                  |                        |                                                  |                                                  |
| 1993                                                        |   |   | 1 | Slovan Bratysława  | 3:3 pd. (k. 3:2) | Słowacja               | 4.09.1993, Štadión pod Zoborom, Nitra            | nieoficjalny                                     |
| 1994                                                        |   |   | 1 | Slovan Bratysława  | 2:0              | Tatran Preszów         | Štadión Chemlon, Humenné                         |                                                  |
| 1995                                                        |   |   | 1 | Inter Bratysława   | 3:2              | Slovan Bratysława      | Štadión MFK Ružomberok, Rużomberk                |                                                  |
| 1996                                                        |   |   | 2 | Slovan Bratysława  | 3:1              | Chemlon Humenné        | Štadión pod Zoborom, Nitra                       |                                                  |
| 1997                                                        |   |   | 1 | 1. FC Koszyce      | 5:0              | Slovan Bratysława      | Štadión pod Zoborom, Nitra                       |                                                  |
| 1998                                                        |   |   | 1 | Spartak Trnawa     | 2:1              | 1. FC Koszyce          | Štadión pod Zoborom, Nitra                       |                                                  |
| 1999                                                        |   |   |   |                    |                  |                        |                                                  | nie rozgrywano, Slovan Bratysława wygrał dublet  |
| 2000                                                        |   |   |   |                    |                  |                        |                                                  | nie rozgrywano, Inter Bratysława wygrał dublet   |
| 2001                                                        |   |   |   |                    |                  |                        |                                                  | nie rozgrywano, Inter Bratysława wygrał dublet   |
| 2002                                                        |   |   | 1 | Koba Senec         | 1:1 pd. (k. 4:3) | MŠK Žilina             | 6.07.2002, Štadión Zlaté Moravce, Zlaté Moravce  |                                                  |
| 2003                                                        |   |   | 1 | MŠK Žilina         | 2:0              | Matador Púchov         | 12.07.2003, Štadión Zlaté Moravce, Zlaté Moravce |                                                  |
| 2004                                                        |   |   | 2 | MŠK Žilina         | 2:1              | Artmedia Petržalka     | 18.07.2004, NTC Senec, Senec                     |                                                  |
| 2005                                                        |   |   | 1 | Artmedia Petržalka | 3:1              | Dukla Bańska Bystrzyca | 8.07.2005, NTC Senec, Senec, 1.637               |                                                  |
| 2006                                                        |   |   |   |                    |                  |                        |                                                  | nie rozgrywano, MFK Ružomberok wygrał dublet     |
| 2007                                                        |   |   | 3 | MŠK Žilina         | 1:1 pd. (k. 5:4) | FC ViOn Zlaté Moravce  | 7.07.2007, NTC Senec, Senec                      |                                                  |
| 2008                                                        |   |   |   |                    |                  |                        |                                                  | nie rozgrywano, Artmedia Petržalka wygrał dublet |
| 2009                                                        |   |   | 3 | Slovan Bratysława  | 2:0              | MFK Koszyce            | 5.07.2009, Štadion MFK, Dolny Kubin, 1.400       |                                                  |
| 2010                                                        |   |   | 4 | MŠK Žilina         | 1:1 pd. (k. 4:2) | Slovan Bratysława      | 4.07.2010, Štadión Pasienky, Bratysława, 1.237   |                                                  |
| 2011                                                        |   |   |   |                    |                  |                        |                                                  | nie rozgrywano, Slovan Bratysława wygrał dublet  |
| 2012                                                        |   |   |   |                    |                  |                        |                                                  | nie rozgrywano, MŠK Žilina wygrał dublet         |
| 2013                                                        |   |   |   |                    |                  |                        |                                                  | nie rozgrywano, Slovan Bratysława wygrał dublet  |
| 2014                                                        |   |   | 4 | Slovan Bratysława  | 1:0              | MFK Koszyce            | 5.07.2014, Štadión Pasienky, Bratysława, 550     |                                                  |
| 2015                                                        |   |   |   |                    |                  |                        |                                                  | nie rozgrywano, AS Trenczyn wygrał dublet        |
| 2016                                                        |   |   |   |                    |                  |                        |                                                  | nie rozgrywano, AS Trenczyn wygrał dublet        |

Uwagi:

- wytłuszczono i kursywą oznaczone zespoły, które w tym samym roku wywalczyły mistrzostwo i Puchar kraju (dublet),
- wytłuszczono zespoły, które zdobyły mistrzostwo kraju,
- kursywą oznaczone zespoły, które zdobyły Puchar kraju.

## Statystyka

### Klasyfikacja według klubów
W dotychczasowej historii finałów o Superpuchar Słowacji na podium oficjalnie stawało w sumie 12 drużyn. Liderem klasyfikacji są Slovan Bratysława i MŠK Žilina, które zdobyły trofeum po 4 razy.
Stan na 31.05.2022. 
| Lp. | Klub                      | Zdobywca | Finalista         | Zwycięskie sezony      | Przegrane finały |   |   |                        |                  |
| --- | ------------------------- | -------- | ----------------- | ---------------------- | ---------------- | - | - | ---------------------- | ---------------- |
| Lp. | Klub                      | 1.       | Slovan Bratysława | Zwycięskie sezony      | Przegrane finały | 4 | 3 | 1994, 1996, 2009, 2014 | 1995, 1997, 2010 |
| 2.  | MŠK Žilina                | 4        | 1                 | 2003, 2004, 2007, 2010 | 2002             |   |   |                        |                  |
| 3.  | 1. FC Koszyce/MFK Koszyce | 1        | 3                 | 1997                   | 1998, 2009, 2014 |   |   |                        |                  |
| 4.  | Artmedia Petržalka        | 1        | 1                 | 2005                   | 2004             |   |   |                        |                  |
| 5.  | Inter Bratysława          | 1        | 0                 | 1995                   |                  |   |   |                        |                  |
| 5.  | Koba Senec                | 1        | 0                 | 2002                   |                  |   |   |                        |                  |
| 5.  | Spartak Trnawa            | 1        | 0                 | 1998                   |                  |   |   |                        |                  |
| 8.  | Chemlon Humenné           | 0        | 1                 |                        | 1996             |   |   |                        |                  |
| 8.  | Dukla Bańska Bystrzyca    | 0        | 1                 |                        | 2005             |   |   |                        |                  |
| 8.  | Matador Púchov            | 0        | 1                 |                        | 2003             |   |   |                        |                  |
| 8.  | Tatran Preszów            | 0        | 1                 |                        | 1994             |   |   |                        |                  |
| 8.  | FC ViOn Zlaté Moravce     | 0        | 1                 |                        | 2007             |   |   |                        |                  |

### Klasyfikacja według miast
Stan na 31.05.2022.
| Miasto     | Liczba tytułów | Kluby                                                               |
| ---------- | -------------- | ------------------------------------------------------------------- |
| Bratysława | 6              | Slovan Bratysława (4), Inter Bratysława (1), Artmedia Petržalka (1) |
| Żylina     | 4              | MŠK Žilina (4)                                                      |
| Koszyce    | 1              | 1. FC Koszyce (1)                                                   |
| Senec      | 1              | Koba Senec (1)                                                      |
| Trnawa     | 1              | Spartak Trnawa (1)                                                  |

### Klasyfikacja według kwalifikacji
| Tytuł                      | Zwycięstw | Finałów |
| -------------------------- | --------- | ------- |
| Mistrz Słowacji            | 10        | 3       |
| Zdobywca Pucharu Słowacji  | 4         | 9       |
| Finalista Pucharu Słowacji | 0         | 1       |